# 長崎連隊区
長崎連隊区（なかさきれんたいく）は、大日本帝国陸軍の連隊区の一つ。前身は長崎大隊区で、1896年（明治29年）から1941年（昭和16年）までの名称は大村連隊区である。長崎県の一部または同県全域の徴兵・召集等兵事事務を取り扱った。実務は長崎連隊区司令部が執行した。佐賀県の一部を管轄した時期もあった。1945年（昭和20年）、同域に長崎地区司令部が設けられ、地域防衛体制を担任した。

## 沿革
1888年（明治21年）5月14日、大隊区司令部条例（明治21年勅令第29号）によって長崎大隊区が設けられ、陸軍管区表（明治21年勅令第32号）により長崎県・佐賀県の一部が管轄区域に定められた。第6師管第12旅管に属した。この時、長崎県の残り区域は五島警備隊区・対馬警備隊区に属していた。
1890年（明治23年）5月20日、管轄区域の変更が行われた。
1896年（明治29年）4月1日、長崎大隊区は連隊区司令部条例（明治29年勅令第56号）によって大村連隊区に改組され、旅管が廃止となり引き続き第6師管に属した。1898年11月10日、司令部は長崎県東彼杵郡大村町の新築庁舎に移転した。
1903年（明治36年）2月14日、陸軍管区表が改正され、再び旅管が採用され連隊区は第12師管第23旅管に属した。
日本陸軍の内地19個師団体制に対応するため陸軍管区表が改正（明治40年9月17日軍令陸第3号）となり、1907年10月1日、第18師管第23旅管に属し、佐賀連隊区の再設置、五島警備隊区の廃止により管轄区域が変更された。
1925年（大正14年）4月6日、日本陸軍の第三次軍備整理に伴い陸軍管区表が改正（大正14年軍令陸第2号）され、同年5月1日、旅管は廃され再び第12師管の所属となり、佐賀連隊区の廃止により管轄区域が変更され、長崎県全域の管轄となった。
1940年（昭和15年）8月1日、大村連隊区は西部軍管区久留米師管に属することとなった。1941年（昭和16年）4月1日、大村連隊区が長崎連隊区と改称した。
1945年には作戦と軍政の分離が進められ、軍管区・師管区に司令部が設けられたのに伴い、同年3月24日、連隊区の同域に地区司令部が設けられた。地区司令部の司令官以下要員は連隊区司令部人員の兼任である。同年4月1日、久留米師管は久留米師管区と改称された。

## 管轄区域の変遷
1888年5月14日、陸軍管区表（明治21年勅令第32号）が制定され、長崎大隊区の管轄区域は次のとおり定められた。
- 長崎県

長崎区・西彼杵郡・東彼杵郡・北松浦郡・南高来郡・北高来郡・壱岐郡・石田郡
- 佐賀県

東松浦郡・西松浦郡
1890年5月20日、管轄区域が変更され、佐賀県区域を佐賀大隊区へ移管し、長崎区を長崎市に変更した。
1896年4月1日、大村連隊区へ改組された際に管轄区域の変更はなかったが、郡制施行による郡の統廃合により陸軍管区表が改正（明治29年12月4日勅令第381号）され、1897年（明治30年）4月1日、壱岐郡・石田郡を壱岐郡に変更した。変更後の管轄区域は次のとおり。
- 長崎県

長崎市・西彼杵郡・東彼杵郡・北松浦郡・南高来郡・北高来郡・壱岐郡
1903年2月14日、管轄区域に佐世保市が加えられた。
1907年10月1日、佐賀連隊区の再設置などに伴い、管轄区域を次のとおり変更した。五島警備隊区の廃止により、その旧管轄区域、南松浦郡を編入。また、北松浦郡・南高来郡を佐賀連隊区へ移管した。
- 長崎県

長崎市・佐世保市・東彼杵郡・西彼杵郡・北松浦郡・壱岐郡・南松浦郡
1913年（大正2年）12月1日、壱岐郡を福岡連隊区へ移管した。
1925年5月1日、佐賀連隊区の廃止などにより管轄区域が変更された。福岡県連隊区から壱岐郡・上県郡・下県郡を、旧佐賀連隊区から南高来郡・北高来郡を編入して、長崎県全域の管轄となった。その後、1941年に長崎連隊区と改称するが、管轄区域は廃止されるまで変更がなかった。

## 司令官
長崎大隊区
- 島野翠 歩兵少佐：1888年5月14日[14] -

大村連隊区
- 江幡厚 歩兵少佐：1898年5月1日 - 1900年3月5日
- 松原正治 歩兵少佐：1900年3月5日 - 1901年9月26日
- 竹中謙輔 歩兵少佐：1901年9月26日 -
- 外山元次 歩兵少佐：不詳 - 1905年12月28日
- 岩井良蔵 歩兵少佐：1907年12月20日 -
- 島内源一郎 歩兵中佐：1914年1月14日 - 1916年8月18日
- 平野秋夫 歩兵中佐：1916年8月18日 -
- 佐々木久雄 歩兵大佐：不詳 - 1922年8月15日[15]
- 伊丹喜和次 歩兵大佐：1922年8月15日[15] - 1923年8月6日[16]
- 安河内勇 歩兵大佐：不詳 - 1932年8月8日[17]
- 中尾忠彦 歩兵大佐：1932年8月8日[17] - 1934年3月5日[18]
- 村尾朝清 歩兵大佐：1934年3月5日[18] - 1935年8月1日[19]
- 猪鹿倉徹郎 歩兵大佐：1935年8月1日[19] -
- 松本標 歩兵大佐：1937年8月2日 - 1939年10月2日[20]

長崎連隊区
- 松本標 予備役陸軍少将：1944年7月8日[21] - 1945年4月30日（1945年3月31日より長崎地区司令官を兼ねる[22]）

長崎連隊区兼長崎地区司令官
- 松浦豊一 少将：1945年4月30日[23] - 1945年10月18日[24]

長崎連隊区
- 村川武寿 大佐：1945年10月18日[24] -